# John DeLorean
John Zachary DeLorean (Detroit (Michigan), 6 januari 1925 – Summit (New Jersey), 19 maart 2005) was een Amerikaanse technisch ingenieur, zakenman in de auto-industrie en autofabrikant. Zijn vader was de uit Roemenië afkomstige Zachary DeLorean; zijn moeder de Oostenrijkse Katherine Pribak. Hij had drie jongere broers: Charles (Chuck), Jack en George.

## Jeugd
Het gezin DeLorean woonde in Detroit (Marx 17199), een stad die ook wel Motor City genoemd vanwege de grote rol die de auto-industrie er speelde. Aan het begin van de 20e eeuw maakte die industrie een behoorlijke groei door en verschafte veel werkgelegenheid. Dit had tot gevolg dat onder andere veel Europeanen op zoek naar betere economische omstandigheden de oversteek naar Amerika maakten. Zo ook de ouders van John DeLorean.
Zijn vader vond werk in de gieterij bij autofabrikant Ford Motor Company, zijn moeder bij General Electric. Het huwelijk van zijn ouders was niet zonder problemen. Zachary DeLorean was een stevige drinker en dit zorgde voor veel conflicten binnen het gezin. Soms liepen de ruzies zo hoog op, dat zijn moeder met John DeLorean en zijn broers tijdelijk bij haar ouders of zus in Californië ging wonen. In 1942 scheidden DeLoreans ouders. Zachary DeLorean overleed in 1966, zijn gezondheid ernstig aangetast door langdurig alcoholmisbruik. Katherine Pribak overleed drie jaar later, in 1969.

## Opleiding
- Cass Technical High School, Detroit (1937-1941)
- BS Mechanical Engineering, Lawrence Institute of Technology, Detroit (1941-1942, 1946-1948)[1]
- MS Automotive Engineering, Chrysler Institute (1949-1952)
- MBA, Ross School of Business, University of Michigan (avondopleiding, tot 1957)

## Loopbaan

#### Public Lighting Commission
DeLorean volgde een opleiding aan het Lawrence Institute of Technology toen de Tweede Wereldoorlog uitbrak. Van 1942-1945 vervulde hij zijn dienstplicht. Na het einde van de oorlog hervatte hij niet meteen zijn opleiding, maar zorgde er eerst voor dat zijn moeder, die inmiddels was gescheiden, en zijn jongere broers genoeg geld hadden om van te leven. Hij werkte anderhalf jaar bij Public Lighting als tekenaar; daarna pakte hij zijn studie weer op.

#### Verkoper van levensverzekeringen
In zijn jonge jaren werd DeLorean geplaagd door verlegenheid. Hij realiseerde zich dat hij dat probleem zou moeten proberen te overwinnen als hij iets in het leven wilde bereiken, en besloot daarom levensverzekeringen te gaan verkopen. Hij keek later op deze baan terug als de moeilijkste en meest onplezierige, die hij ooit had gehad. Na acht maanden hield hij het voor gezien.

#### Chrysler
DeLoreans oom, Earl Pribak, werkte bij Chrysler en attendeerde hem op de mogelijkheid om parttime te leren en te werken. DeLorean werd aangenomen. Hij volgde een opleiding bij Chrysler Institute en had daarnaast de mogelijkheid om praktijkervaring op te doen op verschillende afdelingen bij de Chrysler autofabriek. Na het afronden van zijn opleiding besloot hij niet bij Chrysler te blijven werken.

#### Packard Motor Car Company
DeLorean kreeg een baan aangeboden als technicus bij Packard Motor Car Company op de afdeling Research & Development. Hij was nog korte tijd hoofd van die afdeling, maar Packard kwam in de problemen en het bedrijf werd uiteindelijk opgeheven.

#### General Motors
Hij ging bij General Motors werken, als technicus van de Pontiac-divisie. In 1961 werd hij hoofdtechnicus van die afdeling, de tot dan toe jongste werknemer in deze positie bij General Motors. Hij ontwikkelde onder andere de Pontiac GTO, Pontiac Firebird en Pontiac Grand Prix.
Begin 1969 werd hij benoemd tot general manager van de Chevrolet-divisie. In 1972 verhuisde hij vervolgens naar wat binnen General Motors "de veertiende verdieping" werd genoemd: de verdieping in het General Motors-gebouw waar de top van het bedrijf was gehuisvest. Hij was nu directeur van de General Motors Car & Truck-groep en was in die functie verantwoordelijk voor vijf autodivisies (Buick, Cadillac, Chevrolet, Oldsmobile en Pontiac), GMC Truck en Coach-divisie en alle Canadese Truck en Auto Operations.
Velen beschouwden hem als serieuze kandidaat voor de opvolging van Edward Cole als president van General Motors, op dat moment een van de best betaalde banen ter wereld.
John DeLorean kampte echter met een toenemende ontevredenheid over zijn nieuwe baan als topfunctionaris. Hij kon zich niet verenigen met de wijze waarop gewerkt werd en had zijn geheel eigen kijk op het ontwikkelen van auto's. Op 2 april 1973 besloot hij om zijn goed betaalde baan, waarmee hij 650000 dollar per jaar verdiende, op te zeggen.

#### National Alliance of Businessmen
Na zijn carrière bij General Motors werkte hij een jaar als hoofd van dit bedrijf in Washington D.C.

#### John Z. DeLorean Corporation
DeLorean nam het besluit om een oude droom werkelijkheid te laten worden: zijn eigen auto bouwen. In januari 1974 zette hij de eerste stap in die richting met het oprichten van de John Z. DeLorean Corporation (JZDC). Als zelfstandig ondernemer was hij consultant voor onder andere Ryder Allstate Insurance, Renault, W.R. Grace en Piper Aircraft en bracht op die manier startkapitaal voor zijn nog op te richten autofabriek bijeen.

## DeLorean Motor Company
John DeLorean maakte in de loop van zijn leven schetsen van de auto die hij ooit wilde bouwen. Ook had hij een rij van eisen waaraan zo'n auto moest voldoen. De ontwikkeling van zijn auto, de DeLorean DMC-12 was een proces dat veel kostte. Toen het tweede prototype gereed was, was DeLoreans startkapitaal van $ 5 miljoen zo goed als op. Hij richtte Research & Development op, een partnerschap waardoor particuliere investeerders via deelname voor nieuw kapitaal van $ 3,5 miljoen zorgden en de auto verder kon worden ontwikkeld.
Voor de bouw van de DeLorean DMC-12 werd een autofabriek opgericht in Dunmurry in Noord-Ierland. Hier werden tussen januari 1981 en december 1982 bijna 9 duizend exemplaren van de DMC-12 gebouwd.

## Rechtszaak

#### Voorgeschiedenis
Eind juni 1982 werd John DeLorean gebeld door James Timothy Hoffman, naar later bleek een FBI-informant en ex-drugsdealer. Volgens DeLorean beweerde Hoffman dat hij DeLorean in contact kon brengen met potentiële investeerders. Tijdens de eerste contacten werd gesproken over een investering van 15 miljoen dollar, waarvoor Hoffman 1,8 miljoen dollar commissie zou krijgen. Later dat jaar, op 4 september, liet Hoffman weten dat hij de commissie die hij zou ontvangen bij een drugsdeal wilde gebruiken, aldus DeLorean. Hoewel DeLorean naar eigen zeggen van die mededeling schrok bleef hij aanvankelijk in contact met Hoffman omdat deze hem zou hebben verzekerd dat hij ook bij een investering kon bemiddelen waar geen drugs bij betrokken waren. Toch wilde DeLorean van Hoffman af, maar deze zou hebben gedreigd met "I'll send your baby daughter's head home in a shopping bag!" ("Ik stuur het hoofd van je dochtertje naar huis in een boodschappentas!") als DeLorean zich zou terugtrekken.

#### Arrestatie
Op 19 oktober 1982 vond een ontmoeting plaats met onder andere Hoffman, Vicenza (alias DEA (Drug Enforcement Administration) agent John Valestra) en James Benedict (alias FBI agent Benedict Tisa) in het Sheraton La Reina Hotel vlak bij Los Angeles International Airport. De ontmoeting werd door de FBI gefilmd met een verborgen camera. Op de opnames was te zien dat James Benedict/Benedict Tisa een koffer met cocaïne tevoorschijn haalde, die John DeLorean de uitspraak "It's better than gold. Gold weighs more than that, for God's sakes." (Het is beter dan goud. Goud weegt meer, om Godswil.) ontlokte. Er werd champagne besteld en een toost uitgebracht, waarop FBI agent Jerry West het vertrek binnenkwam en John DeLorean arresteerde wegens overtreding van de wet op verdovende middelen. Na anderhalve week gevangen te hebben gezeten werd DeLorean op 29 oktober 1982 na betaling van een borgsom van $ 10 miljoen vrijgelaten uit FCI Terminal Island (Federal Correctional Institution Terminal Island).

#### Proces
In februari 1984 startte de rechtszaak tegen John DeLorean met de selectie van de jury. Het proces begon op 18 april 1984.
De verdediging van de overheid bestond uit James Walsh jr, Robert Perry (beide Assistant United States Attorney) en hun baas Robert Bonner (United States Attorney). De overheid wilde bewijzen dat DeLorean deelnam aan een deal die 100 kg cocaïne omvatte, waard $ 24 miljoen. De advocaten van DeLorean (Howard Weitzman, Donald Ré en Mona C. Soo Hoo) wilden aantonen dat DeLorean in een door de overheid opgezette val was gelokt.
De overheid legde onder andere tapes van gesprekken en ontmoetingen waarbij DeLorean betrokken was als bewijsmateriaal over. De opnames maakten echter niet duidelijk wie de motor achter de cocaïne deal was: de overheid of John DeLorean. Ook was de geloofwaardigheid van de personen die aan de undercover operatie hadden meegewerkt in het geding: FBI agent Benedict Tisa gaf toe dat hij zijn superieuren valse informatie had verschaft door te zeggen dat DeLorean een drugsverleden zou hebben en James Hoffman was een door de FBI betaalde informant, die meineed had gepleegd. Aanvankelijk had hij verklaard dat hij door DeLorean was benaderd en niet omgekeerd. Later werd bewezen dat hij tegen de FBI had gezegd "I'm going to get John DeLorean for you guys ... The problems he's got, I can get him to do anything I want" ("Ik zal John DeLorean voor jullie pakken ... Met de problemen die hij heeft, kan ik hem alles laten doen wat ik wil").

#### Uitspraak
Rechter Robert Takasugi had de jury de instructie gegeven dat wanneer ze tot de conclusie zouden komen dat DeLorean had gedaan wat hem ten laste was gelegd, maar dat hij de misdaad had begaan omdat hij in de val gelokt was, de jury hem als niet schuldig zou moeten beschouwen. Op 16 augustus 1984, na zeven dagen overleg, verklaarde de uit zes mannen en zes vrouwen bestaande jury DeLorean niet schuldig aan een complot dat het bezitten en distribueren van cocaïne tot doel had. Juryleden verklaarden naderhand dat ze zowel het gedrag van de FBI als dat van DeLorean verwarrend vonden. Er was binnen de jury geen overeenstemming bereikt over de vraag of DeLorean betrokken was bij een criminele samenzwering, maar de conclusie dat hij in de val was gelokt door de overheid was unaniem.

## Privéleven
John DeLorean begaf zich graag in gezelschap van vrouwelijk schoon en had afgezien van de vier vrouwen met wie hij trouwde, relaties met o.a Ursula Andress, Candice Bergen, Nancy Sinatra, Coco Mitchell en Joey Heatherton.
In 1951 ontmoette hij zijn eerste echtgenote: Elizabeth Elaine Higgins (6 januari 1922-10 januari 2004). Drie jaar na hun ontmoeting trouwde het stel, op 3 september 1954. DeLorean maakte carrière en kon zich een groot huis met vijf slaapkamers in Bingham Farms, een voorstad van Detroit, permitteren. Het huwelijk hield uiteindelijk geen stand. In 1969 werd de scheiding uitgesproken.
Op 31 mei 1969, kort na zijn scheiding van Elizabeth Higgins trouwde DeLorean voor de tweede maal, met de 23 jaar jongere actrice Kelly Harmon (geboren 10 november 1948 in Los Angeles County), dochter van Universiteit van Michigan "football star" Tom Harmon, zus van acteur Mark Harmon. Ze woonden in een riant huis aan Lone Pine Hill in Bloomfield Hills, MI, USA. Ook dit huwelijk eindigde in een scheiding, in 1972.
Een jaar later, op 18 mei 1973 trad DeLorean voor de derde maal in het huwelijk. Zijn nieuwe bruid was de 25 jaar jongere Cristina Ferrare (geboren 8 februari 1950 te Cleveland (Ohio)). Ze was fotomodel/actrice en tijdens haar huwelijk met John Delorean was ze onder andere het gezicht van het cosmeticamerk Max Factor en presenteerde ze een aantal televisieshows. Op 15 november 1977 werd dochter Kathryn Ann geboren. Terwijl haar ster als tv-showpresentatrice rijzende was, kwam DMC van John DeLorean in de problemen. Vlak voor het einde van de rechtszaak in 1984 liet ze DeLorean weten dat hun huwelijk voorbij was en dat ze haar leven ging delen met een andere man (Tony Thomopoulos). De aanvraag voor een scheiding diende ze kort na het einde van de rechtszaak in en in 1985 werd de scheiding uitgesproken.
DeLorean trouwde opnieuw. Zijn vierde echtgenote was Sally Baldwin met wie hij tot zijn dood in 2005 getrouwd bleef. Ze kregen een dochter, Sheila.
DeLorean had twee kleinkinderen: Kevin en Acacia.
Over de spelling van zijn naam bestond soms onduidelijkheid. Zijn achternaam werd gespeld als DeLorean, dus zonder spatie. Tijdens de oprichting van zijn fabriek begon John DeLorean echter de Europese spellingswijze voor zijn naam te gebruiken, De Lorean dat tevens de officiële merknaam van zijn auto was. Privé bleef hij echter altijd de originele spelling van zijn naam gebruiken.

## Laatste periode van zijn leven en overlijden
Alhoewel voor zijn arrestatie reeds officieel tot het christendom behorend maakte hij destijds een grondige bekering tot het christelijk geloof door.
Na de rechtszaak die in 1984 eindigde, besteedde John DeLorean ook in de rest van zijn leven noodgedwongen veel tijd aan rechtszaken. Er volgden ongeveer veertig, als gevolg waarvan hij al zijn kapitaal verloor en in 1999 persoonlijk failliet werd verklaard. Zijn riante landhuis in Bedminster (New Jersey) werd verkocht en werd eigendom van Donald Trump, die er de Trump National Golf Club vestigde.
In de latere jaren van zijn leven werkte DeLorean aan DeLorean Time, de productie en verkoop van polshorloges. Zijn dood op 19 maart 2005 maakte een einde aan dit project. John DeLorean stierf op tachtigjarige leeftijd in het Overlook Hospital in New Jersey aan de complicaties na een herseninfarct.
Op zijn rouwkaart stonden twee regels uit een gedicht van Dylan Thomas: "Do not go gentle into that good night. Rage, rage against the dying of the light." Zijn as werd begraven op White Chapel Cemetry, 621 West Long Lake Road in Troy, M.I. (section 4775, block G-2) naast het graf van zijn moeder, Katherine Pribak.

## Nalatenschap
Met het overlijden van John DeLorean is geen einde gekomen aan de bekendheid van de naam DeLorean, de historie van John Zachary Delorean en de DMC 12.
Er zijn vele websites, die de herinnering aan hem levend willen houden door het verhaal van de man en zijn auto te vertellen. Er zijn wereldwijd clubs van eigenaren van DeLoreans die zich verzameld hebben, er is een John DeLorean Museum en een bedrijf in Engeland dat DeLoreans verhuurt. In Ierland heeft het Ulster Folk and Transport Museum naast een DMC-12 ook de originele houten mock-up van Giorgetto Giugiaro in de collectie. Ook worden er nog steeds nieuwe DeLoreans gebouwd. 
Niet alleen zijn eigen automerk leeft voort. Zijn nalatenschap bestaat ook uit meer dan honderd patenten, die met zijn loopbaan in de auto-industrie verband houden. De verborgen radioantenne is er een voorbeeld van.

## Trivia
- In het boek "Wheels" door Arthur Hailey was hoofdpersoon Adam Trenton de fictieve personificatie van John DeLorean.[15] Het boek werd verfilmd als miniserie voor TV in 1978 met Rock Hudson in de rol van Adam Trenton.[16]

## Boeken
Over het leven en de DMC-12 van John DeLorean zijn veel boeken geschreven. Boeken die vooral zijn leven beschrijven zijn de volgende:
- (en) On a clear day you can see General Motors, J. Patrick Wright, 1979, Wright Enterprises, Grosse Pointe, Michigan, U.S.A., 237 blz.
- (en) Dream Maker: the Rise and Fall of John Z. DeLorean, Ivan Fallen en James Srodes, 1983, H. Hamilton, 417 blz., ISBN 978-0241110874
- (en) DeLorean: Stainless Steel Illusion, John Lamm, Motorbooks International, 1983, ISBN 978-0930880095
- (en) John DeLorean: The Maverick Mogul, Hillel Levin, 1983, Orbis, 268 blz., ISBN 978-0856135613
- (en) Grand Delusions, The Cosmic Career of John DeLorean, Hillel Levin, 1984, Viking Press, 336 blz., ISBN 978-0670266852
- (en) The DeLorean Tapes - The Evidence, 1984, Collins/Sunday Times, 164 blz.
- (en) DELOREAN, John Z. DeLorean en Ted Schwarz, 1985, Zondervan Books, 349 blz., ISBN 0310379407 (Nederlandstalige uitgave, 1987, uitg. Wever - Franeker, 241 blz., ISBN 906135417X)
- (en) Hard Driving: My Years with John DeLorean, William F. Haddad, 1985, Random House Inc., 193 blz., ISBN 978-0394534107
- (en) John Z, the Delorean and me, Barrie Wills, Tales from a insider. DeLorean Garage, 2015, ISBN 978-0-9856578-8-8 (englisch).